# First Blood (zespół muzyczny)
First Blood – amerykańska grupa muzyczna wykonująca hardcore.

## Historia
Zespół powstał początkiem 2002 w San Francisco na gruzach formacji Sworn Vengeance, której członkami byli m.in. Carl Schwartz i Doug Weight. Nazwa zespołu nawiązywała do filmu pod tym samym tytułem, w Polsce znanym jako Rambo – Pierwsza krew z 1982. Początkowo celem grupy było koncertowanie w rejonie ww. miasta w Kalifornii. Schwartz odpowiadał za wszelkie sprawy w zespole. W 2003 wydano EP grupy.
W 2002 Webber, a w 2003 też Schwartz, dołączyli do składu formacji Terror z Los Angeles. Z uwagi na członkostwo w tej grupie niemożliwe dla tego drugiego było intensywne koncertowanie z First Blood. W grudniu 2005 poinformowano, że opuścił Terror, a jego zamiarem wtedy było udanie się na trasę koncertową z First Blood.
Po odejściu z Terroru Schwartz skoncentrował się na działalności First Blood. W 2006 premierę miała piersza płyta długogrająca grupy, zatytułowana Killafornia. W lirykach piosenek zawarł ważne dla siebie tematy jak wzloty i upadki, frustracje i niezadowolenie z pewnych rzeczy na świecie. W 2010 wydano drugi album pt. Silence is Betrayal nakładem Bullet Tooth. W tekstach utworów z płyty wyraził słowa walki o wyzwolenie zwierząt, jako że sam został aktywistą na rzecz praw zwierząt i ich dobrostanu, orędownikiem działań organizacji PETA, a do swojego życia wcielił zasady weganizmu i zdrowego żywienia. Od drugiej płyty minęło siedem lat przerwy wydawniczej. Około 2010 Schwartz przeprowadził się do Szwecji, gdzie przez następne lata mieszkał i zajmował się kręceniem filmów. W czasie istnienia FB następowały zmiany w składzie zespołu, a sam Schwartz był jedynym stałym członkiem, odpowiedzialnym za tworzenie piosenek i nagrywanie. Na ostatniej, wydanej w 2017 pt. Rules nakładem Pure Noise Records, każdy z utworów zawierał w nazwie słowo „rules” (zasady) i z tego względu został określony jako koncepcyjny. W 2017 określił muzykę grupy jako „heavy mosh” lub „hardcore mosh metal”. Na 2018 planował wydanie kontynuacji tego wydawnictwa z racji zachowanych utworów z sesji nagraniowej (zamierzał nazwać kolejną płytę More Rules albo Rules part 2.

## Muzycy
Ostatni skład
- Carl Schwartz – śpiew, muzyka, teksty (2002–)
- Robert Rozendaal – gitara basowa (2019–)
- Johan Vesters – gitara elektryczna (eks Born from Pain, No Turning Back, 2014–2019, 2022–)
- Bobby Blood – perkusja (eks Merauder, Cold Existence, 2003-2016, 2022–)

Wcześniej zaangażowani
- Eddie Virgil – perkusja
- Anthony Pizzarelli – gitara basowa
- Manuel Peralez – gitara elektryczna
- Kyle Dixon – gitara elektryczna
- Doug Weber – gitara elektryczna
- Brandon Thomas – perkusja
- Michael Orris – perkusja
- Ryan Brooks – perkusja
- Daniel Fletcher – gitara elektryczna
- Joe Ellis – gitara basowa
- Marc Strömberg – gitara basowa
- Jakob Arevärn – gitara elektryczna
- Sebastian Sahin – gitara basowa
- Rhett Hornberger – perkusja
- AJ Borish – gitara basowa
- John Torn (eks Recon, Most Precious Blood, Tripface) – gitara basowa
- AJ Worrell – perkusja
- Daiske Shibamori – gitara basowa
- Joel Heijda – perkusja
- Joe Kenney – gitara elektryczna
- Tiago – perkusja

## Dyskografia
Albumy
- Killafornia (2006, Trustkill Records)
- Silence is Betrayal (2010, Bullet Tooth)
- Rules (2017, Pure Noise Records)

Inne
- Demo (2002, własnym sumptem)
- First Blood EP (2003, Division 36 Records)
- Blacklisted / First Blood split (2005, Deathwish)

## Teledysk
- „Rules of Conviction” (2017)[7][13]